# Лукский (Жлобинский район)
Лукский (бел. Лукскі) — агрогородок в Жлобинском районе Гомельской области Белоруссии. Административный центр Лукского сельсовета.

## География
Агрогородок расположен менее чем в 10 км на северо-запад от Жлобина, в 3,5 км от железнодорожной станции станции «Лукское» на линии Жлобин — Рогачёв, в 9 км от железнодорожной станции Малевичи (на линии Бобруйск — Жлобин), в 104 км от Гомеля.
Посёлок находится на реке Белица (приток реки Добысна), на юге имеются мелиоративные каналы. Водоём (озеро) под названием «Бассейн» в 500 метрах на север.

## Транспортная сеть
Транспортные связи в южном направлении по асфальтированной дороге местного значения через д. Белица, или через д. Ректа и д. Кабановка в западном направлении, а затем по автомобильной дороге Бобруйск — Гомель. А также асфальтированная дорога до автомобильной дороги P43 в восточном направлении Жлобин — Рогачёв.
Планировка состоит из 4 микрорайонов: старая часть (‘Завод’), ‘Пятиэтажки’, ‘Зеленые Домики’, ‘Красные домики’. Своё название получили из-за цвета зданий и их этажности. Официально в посёлке 7 улиц: Социалистическая, Школьная, Парковая, Зелёная, Садовая, Луговая, Рабочий посёлок. Улица рабочий посёлок плавно переходит в д. Вербичев. Все улицы, кроме ул. Рабочий посёлок, когда-то были асфальтированы, сейчас же ремонт дорожного покрытия проводится только на улицах Зелёной, Социалистической и Школьной.

## История
Основан в начале 1920-х годов переселенцами из соседних деревень. Посёлок рос почти одновременно с увеличением масштабов разработки торфа. Во время Великой Отечественной войны в июле 1941 года оккупанты сожгли 17 дворов. В 1962 году к посёлку присоединён посёлок торфобрикетного завода «Лукский». С 24 ноября 1983 года центр Лукского сельсовета Жлобинского района Гомельской области. Работают: средняя школа, музыкальная школа, библиотека, больница.
В состав Лукского сельсовета входили (в настоящее время не существующие): до 1962 года посёлок торфобрикетного завода «Лукский», до 1963 года посёлок пенькозавода, до 1966 года деревня |Октябрьская (до 30 июля 1964 года Топило), посёлки Гуляйполе, Ленино, Надежда, Красный Рог, до 1966 года посёлок Лисий Лог.

## Население

### Численность
- 2004 год — 633 хозяйства, 1676 жителей.

### Динамика
- 1940 год — 19 дворов, 490 жителей.
- 1959 год — 592 жителя (согласно переписи).
- 2004 год — 633 хозяйства, 1676 жителей.
- 2019 год — 1563 хозяйства, 3454 жителя